# Parmotrema lobulatum
Parmotrema lobulatum är en lavart som beskrevs av Marcelli & Hale. Parmotrema lobulatum ingår i släktet Parmotrema och familjen Parmeliaceae.   Inga underarter finns listade i Catalogue of Life.